# Hoši z Modré zátoky
Hoši z Modré zátoky (1941) je dobrodružný román pro chlapce od českého spisovatele Miloše Kosiny. 

## Obsah románu
Román vypráví příběh pěti norských chlapců z malé rybářské osady v Modré zátoce. Všichni touží stát se námořníky a proto si za peníze, které si vydělali vlastní prací, koupí od jednoho námořníka starou loď, kterou společnými silami opraví. Pojmenují jí Slečna Dynamit a podnikají na ní plavby po Modré zátoce a dokonce pomohou celníkům chytit pašeráky. 
Jednoho dne objeví vrak velké lodi. Všichni na ní vylezou a jsou odneseni proudem na širé moře. Chlapci začnou mít prostupně problémy s pitnou vodou, s horkem a nemine je ani velká bouře. Začnou trpět horečkami a ztrácí naději na záchranu. Dokonce se mezi sebou poperou, když někteří z nich odmítnou pracovat. Když už jsou díky horečkám téměř v bezvědomí, zjistí. že se s vrakem dostali až k mexickému pobřeží, kde jsou zachráněni a mohou se šťastně vrátit domů.

## Přehled vydání
- Hoši z Modré zátoky, I. L. Kober, Praha 1941, ilustroval Otakar Štembera, znovu 1942 a 1945.
- Hoši z Modré zátoky, Jaroslav Janů, Praha 1946, ilustroval Otakar Štembera.
- Hoši z Modré zátoky, v edici Statečná srdce, Růže, České Budějovice 1969, ilustroval Gustav Krum.
- Hoši z Modré zátoky, Ostrov, Praha 2001, ilustroval Gustav Krum.